# Новосысоевское сельское поселение
Новосысоевское се́льское поселе́ние — сельское поселение в Яковлевском районе Приморского края.
Административный центр — село Новосысоевка.

## История
Статус и границы сельского поселения установлены Законом Приморского края от 6 декабря 2004 года № 188-КЗ «О Яковлевском муниципальном районе»

## Население
| 2001  | 2010  | 2011  | 2012  | 2013  | 2014  | 2015  |
| ----- | ----- | ----- | ----- | ----- | ----- | ----- |
| 8910  | ↘6316 | ↘6277 | ↘6180 | ↘6145 | ↘6003 | ↘5868 |
| 2016  | 2017  | 2018  | 2019  | 2020  | 2021  |       |
| ↘5647 | ↘5575 | ↘5463 | ↘5462 | ↘5365 | ↘5052 |       |

## Состав сельского поселения
В состав сельского поселения входят 3 населённых пункта:
| № | Населённый пункт | Тип населённого пункта       | Население |
| - | ---------------- | ---------------------------- | --------- |
| 1 | Новосысоевка     | село, административный центр | ↘3966     |
| 2 | Старосысоевка    | село                         | ↘633      |
| 3 | Сысоевка         | железнодорожная станция      | ↗552      |

## Местное самоуправление
Администрация
Адрес: 692350, с. Новосысоевка, ул. Кооперативная, 20-А. Телефон: 8 (42371) 94-1-60
Глава администрации
- Лутченко Александр Васильевич